# Roland Lachance
Pour les articles homonymes, voir Lachance.
Roland Lachance, surnommé Roland de Québec, est un photographe québécois né en 1932 à Québec et mort le 31 mai 2024 à Sainte-Anne-des-Plaines. Réputé pour avoir photographié de nombreuses personnalités artistiques au cours de sa carrière, il est également reconnu coupable d'agressions sexuelles et d'attentat à la pudeur sur des mineurs dans les années 1970 et 1990.

## Biographie

### Carrière
Originaire du quartier Saint-Roch à Québec, Roland Lachance commence sa carrière à l'adolescence comme coursier au studio Adélard Huot à Limoilou. C'est dans les cabarets de la ville qu'il développe sa passion pour la photographie de vedettes. Il y rencontre ses premiers sujets à la fin des années 1940 et, malgré un équipement modeste, il parvient à photographier des artistes de renom dès les années 1950. dont un cliché d'Édith Piaf en 1955.
En 1959, il s'installe à Montréal pour élargir ses horizons professionnels. Il photographie un grand nombre de personnalités locales et internationales, et devient un habitué des loges et conférences de presse, où il obtient souvent un accès privilégié. Sa méthode se distingue par une approche respectueuse et une grande capacité à mettre ses sujets en confiance.
Parmi les artistes qu'il a photographiés au fil des ans figurent Elvis Presley, Jerry Lewis, Dean Martin, Jane Fonda, Céline Dion, Félix Leclerc, Charles Aznavour, Maurice Richard, Ginette Reno, Roger Moore, Robert Redford, Claudia Schiffer, Nancy Sinatra, le général de Gaulle et la famille royale britannique,,.
Ses œuvres ont été présentées dans diverses expositions publiques, notamment à Espace 400e en 2008, où 400 de ses clichés ont été réunis pour souligner son parcours. Un ouvrage, 400 flashs, de Piaf à Dion, a également été publié à cette occasion.

### Procès et condamnations
En 2021, Roland Lachance est poursuivi pour des gestes à caractère sexuel commis sur un adolescent en 1977. Selon le témoignage de la victime, l'homme l'aurait agressé sexuellement alors qu'il participait à une tournée avec le cirque Gatini au Québec.
En 2022, un second procès concerne des faits survenus au début des années 1990. Un homme, alors adolescent, témoigne des agressions sexuelles répétées commises par Lachance durant deux ans, alors qu'il travaillait comme assistant photographe. L'homme lui avait fait miroiter une carrière dans le mannequinat pour gagner sa confiance,.
En septembre 2022, Roland Lachance est condamné à quatre ans de prison pour agression sexuelle. Un mois plus tard, il reçoit une peine additionnelle d'un an pour un second chef d'accusation lié à l'affaire de 1977,,,,,.

### Décès
Roland Lachance meurt le 31 mai 2024 à l'âge de 92 ans, à l'établissement Archambault de Sainte-Anne-des-Plaines, où il purgeait sa peine de cinq ans,.

## Œuvre

### Publications
- Roland Lachance, 400 flashs : de Piaf à Dion, Éditions Sylvain Harvey, 2008 (ISBN 9782921703888)